# Monster (2003)
Monster (bra: Monster - Desejo Assassino; prt: Monstro) é um filme biográfico de drama policial americano de 2003, escrito e dirigido por Patty Jenkins em sua estréia na direção de longas-metragens. O filme é baseado na história de Aileen Wuornos, uma ex-prostituta que foi executada em 2002 pela morte de sete homens no final da década de 1980 e início da década de 1990. Wuornos foi interpretada por Charlize Theron, e sua amante semi-ficcional, Selby Wall (baseada na namorada da vida real de Wuornos, Tyria Moore), foi interpretada por Christina Ricci.
Monster estreou mundialmente no American Film Institute em 16 de novembro de 2003. Em 8 de fevereiro de 2004, o filme foi apresentado na seção principal de competição do 54º Festival Internacional de Cinema de Berlim, onde ganhou o Urso de Prata de melhor atriz (Charlize Theron ) O filme foi lançado nos Estados Unidos em 24 de dezembro de 2003, pela Newmarket Films e em 15 de abril de 2004, na Alemanha. Monster recebeu críticas positivas dos críticos e obteve sucesso nas bilheterias, arrecadando US$60,4 milhões com um orçamento de US$8 milhões.
O filme recebeu um grande número de prêmios e indicações, em particular pelo papel de Theron, incluindo o Oscar de Melhor Atriz, o Globo de Ouro de melhor atriz em filme dramático, o Prémio Screen Actors Guild de melhor atriz principal em cinema, Prémio Critics Choice de melhor atriz em cinema, Independent Spirit de melhor atriz e também o Prêmios Independent Spirit de Melhor Primeira Longa-Metragem (Patty Jenkins). A atuação de Theron recebeu elogios da crítica; o crítico de cinema Roger Ebert chamou o papel de Theron de "uma das maiores performances da história do cinema". O filme foi escolhido pelo American Film Institute como um dos dez melhores filmes de 2003.

## Enredo
Após se mudar de Michigan para a Flórida, Aileen Wuornos (Charlize Theron), uma prostituta, conhece Selby Wall (Christina Ricci) num bar gay. As duas logo se sentem atraídas e acabam indo morar juntas num hotel. Embora seja inicialmente hostil, declarando que não é lésbica, Aileen fala com Selby sobre cervejas. Selby se atrai por Aileen quase que imediatamente, porque gosta de como ela é muito protetora dela. Selby a convida a passar a noite com ela. Elas retornam para a casa onde Selby fica (temporariamente exilada por seus pais, seguindo a acusação de outra garota que Selby tentou beijá-la). Mais tarde, elas concordam em se encontrar numa pista de patinação, onde se beijam pela primeira vez. Aileen e Selby apaixonam-se, mas elas não têm para onde ir, então Selby volta para a casa da tia.
Após ter sido estuprada e brutalmente espancada por um cliente, Vincent Corey, Aileen o mata em legítima defesa e decide abandonar a prostituição. Ela confessa sua ação a Selby, que fica brava com ela. Aileen tenta encontrar um trabalho legítimo; mas por causa de sua falta de qualificações e histórico criminal, os empregadores em perspectiva a rejeitam e ocasionalmente são abertamente hostis. Desesperada por dinheiro, ela volta à prostituição. Ela passa a roubar e matar seus clientes, com cada um deles sendo morto de maneira mais brutal que o último, pois está convencida de que todos estão tentando estuprá-la. Ela poupa um homem por piedade, quando ele admite que nunca teve relações sexuais com uma prostituta, mas acaba matando outro homem que, ao invés de explorá-la, oferece-lhe ajuda. Aileen usa o dinheiro que rouba de suas vítimas para satisfazer a si e a Selby.
No entanto, como Selby lê nos jornais sobre a série de assassinatos, ela começa a suspeitar que Aileen pode tê-los cometido. Ela confronta Aileen, que justifica suas ações afirmando que ela apenas se protegeu. Horrorizada, Selby retorna a Ohio. Aileen é eventualmente presa num bar de motociclistas e fala com Selby uma última vez enquanto está presa. Selby revela algumas informações incriminatórias por telefone e Aileen percebe que a polícia está ouvindo a chamada. Para proteger sua amante, Aileen admite que ela cometeu os assassinatos sozinha. Durante o julgamento de Aileen, Selby testemunha contra ela. Aileen é condenada à morte. Em 9 de outubro de 2002, ela é executada por injeção letal.[carece de fontes?]

## Elenco

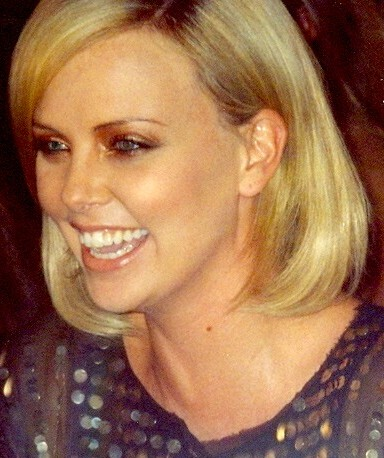
Charlize Theron, intérprete de Aileen Wuornos no filme

- Charlize Theron como Aileen "Lee" Wuornos
- Christina Ricci como Selby Wall (baseada em Tyria Moore)
- Bruce Dern como Thomas
- Lee Tergesen como Vincent Corey (baseado em Richard Mallory)
- Annie Corley como Donna
- Pruitt Taylor Vince como Gene
- Marco St. John como Evan
- Marc Macaulay como Will
- Scott Wilson como Horton
- Kane Hodder como policial disfarçado
- Brett Rice como Charles

## Produção
Aileen Wuornos, conhecida por ter sido uma pessoa pouco cooperativa, deu à diretora Patty Jenkins acesso a centenas de cartas que havia escrito. Theron precisou ganhar cerca de treze quilos e meio, usar uma prótese dentária e raspar as sobrancelhas para viver Wuornos, enquanto Ricci precisou ganhar cinco quilos para viver Wall.  Theron se preparou para viver Wuornos assistindo ao documentário Aileen Wuornos: The Selling of a Serial Killer (1993), de Nick Broomfield. Ela disse ter assistido a cenas do documentário durante as filmagens.

## Trilha sonora
Em 2004, Brian Transeau lançou uma trilha sonora para o filme. Incluído com o lançamento, um DVD com todas as quinze originais e outras nove que não cabem no CD, assim como uma entrevista com BT e Patty Jenkins, e arquivos de remix para "Roda Ferris". Todas as músicas foram escritas por BT.
1. "Childhood Montage"
2. "Girls Kiss"
3. "The Bus Stop"
4. "Turning Tricks"
5. "First Kill"
6. "Job Hunt"
7. "Bad Cop"
8. "'Call Me Daddy' Killing"
9. "I Don't Like It Rough"
10. "Ferris Wheel (Love Theme)"
11. "Ditch the Car"
12. "Madman Speech"
13. "Cop Killing"
14. "News on TV"
15. "Courtroom"

### Músicas
Músicas que apareceram no filme, mas não na trilha sonora oficial:
- "Don't Stop Believin'" – Journey
- "Where Do I Begin" – The Chemical Brothers
- "Crimson and Clover" – Tommy James & The Shondells
- "All She Wants Is" – Duran Duran
- "Space Age Love Song" – A Flock of Seagulls
- "Shake Your Groove Thing" – Peaches & Herb
- "Tide Is High" – Blondie
- "What You Need" – INXS
- "Sugar and Spice" – The Searchers
- "Secret Crush On You" – Pete Surdoval, Al Gross
- "Flirtin' With Disaster" – Molly Hatchet
- "Keep on Loving You" – REO Speedwagon
- "Crazy Girl" – Molly Pasutti
- "Do You Wanna Touch Me (Oh Yeah)" – Joan Jett & The Blackhearts
- "A Road Runner: Road Runner's 'G' Jam" – Humble Pie
- "Sweet Peace and Time" – Humble Pie

## Recepção
Monster recebeu críticas geralmente positivas. O site Rotten Tomatoes reporta que 82% dos críticos deram uma resenha positiva, baseado em uma amostra de 185 análises com uma nota média de 7,2/10. O consenso da crítica no site diz: "Charlize Theron dá uma performance impressionante como a serial killer da vida real, Aileen Wuornos, em Monster, um retrato intenso e inquietante de uma alma profundamente danificada." No Metacritic, o filme tem uma pontuação de 74/100, com base em 40 análises, indicando "críticas geralmente favoráveis".
A maioria dos críticos deram elogios esmagadoramente elevados ao desempenho de Theron como uma mulher mentalmente doente – Wuornos teve transtorno de personalidade anti-social e transtorno de personalidade limítrofe. Para o papel, Theron ganhou 14 kg, raspou as sobrancelhas e usava dentes protéticos. Os críticos chamaram a performance, e sua maquiagem, uma "transformação".
O crítico de cinema Roger Ebert o chamou de melhor filme do ano e escreveu: "O que Charlize Theron alcança em Monster de Patty Jenkins não é uma performance, mas uma personificação ... [É] uma das maiores performances da história do cinema." Em 2009, Roger Ebert o nomeou o terceiro melhor filme da década.
Contudo, várias pessoas que conheciam Wuornos pessoalmente criticaram o filme por mostrá-la como "vítima" e os homens que ela matou como "vilões".

### Referência na cultura de massa
Em 2005, uma referência a Monster apareceu na série Arrested Development. Charlize Theron interpreta o papel de Rita na série, e no episódio "The Ocean Walker", um quadro de Monster aparece na tela com o esclarecimento de que esta é uma foto de Rita há um ano antes da cirurgia plástica.
Em 2014, no Saturday Night Live, Charlize Theron fez uma auto-referência ao seu papel como Aileen Wournos. Na esquete Pet Rescue Commercial Kate McKinnon, pediu que ela interpretasse uma mulher com vários gatos, cuja imagem e comportamento são baseados em Wournos da Monster.
A música "Aileen" (2018) do comediante Willam de seu terceiro álbum é dedicada a Wournos e a este filme.